# Sleigh Bells
Sleigh Bells — американский музыкальный дуэт из Бруклина (Нью-Йорк), исполняющий нойз-поп.

## История
Дуэт был образован в 2008 году бывшим гитаристом хардкор-коллектива Poison the Well Дереком Миллером (автор песен, гитарист, продюсер) и участницей тин-поп-группы Rubyblue Алексис Краусс (вокал, автор песен). Миллер познакомился с Алексис и её матерью в ресторане бразильской кухни Miss Favela, где он работал официантом. Он упомянул, что ищет вокалистку для музыкального проекта, и мать Краусс незамедлительно рекомендовала дочь.
В октябре 2009 года Sleigh Bells выступали на CMJ Music Marathon, а в следующем месяце выпустили дебютный эпонимический мини-альбом, который привлёк внимание The Guardian, New York Times, Pitchfork Media и других изданий. Весной 2010 года вышел студийный альбом Treats. Дуэт принимал участие на фестивалях Coachella, Primavera и Pitchfork.
Релиз второго альбома Reign of Terror состоялся в феврале 2012 года.
Через несколько месяцев после выпуска альбома Reign of Terror группа приступила к написанию третьего студийного альбома. Новый альбом, названный Bitter Rivals, был выпущен 8 октября 2013 года.
7 декабря 2015 года Sleigh Bells представили новую песню Champions of Unrestricted Beauty, в то же время объявляя о завершении работы над новым студийным альбомом. 7 июня 2016 года дуэт выпустил сингл Rule Number One, 19 июля сингл Hyper Dark. 24 августа Sleigh Bells анонсировали дату выпуска и список песен с их нового студийного альбома, получившего название Jessica Rabbit. Альбом был выпущен 11 ноября 2016 года на собственном лейбле группы Torn Clean, в сотрудничестве с Sinderlyn.

## Дискография

### Студийные альбомы
- Treats (2010)
- Reign of Terror (2012)
- Bitter Rivals (2013)
- Jessica Rabbit (2016)
- Texis (2021)

### Мини-альбомы
- Sleigh Bells (2009)